# Élections législatives japonaises de 1967
Les élections législatives japonaises à la Chambre des représentants se déroulent au Japon le 29 janvier 1967.
Ces élections se déroulent de manière anticipée à la suite de la dissolution (litt.dissolution du brouillard noir (黒い霧解散, Kuroi kiri-kaisan (ja)) du Parlement en 1966 par le Premier ministre Eisaku Satō, dissolution entraînée par un certain nombre d'affaires, litt. affaires du brouillard noir (黒い霧事件, Kuroi kiri-jiken (ja)), ayant éclaboussé le Parti libéral-démocrate (PLD) tout au long de l'année. Les résultats ne bousculent pas radicalement l'équilibre des forces du Parlement, bien que le gouvernement et le principal parti d’opposition subissent tous deux des échecs : la part des voix du PLD tombe en dessous de 50 % pour la première fois depuis sa création en 1955 et le Parti socialiste japonais perd 4 sièges. Son président, Kōzō Sasaki (en), est évincé quelques mois après l'élection en raison de cette mauvaise performance. En revanche, des partis d'opposition plus petits prennent de l'importance : le Kōmeitō, dont c'est la première élection, remporte 25 sièges, le Parti démocrate socialiste obtient 7 sièges supplémentaires et le Parti communiste japonais connaît une légère augmentation du nombre de voix, mais ne gagne pas de sièges.

## Résultats
|                      |                            |            |        |        |               |
| Partis               | Partis                     | Voix       | %      | Sièges | +/-           |
|                      | Parti libéral-démocrate    | 22 447 838 | 48,80  | 277    | 6             |
|                      | Parti socialiste japonais  | 12 826 104 | 27,88  | 140    | 4             |
|                      | Parti démocrate socialiste | 3 404 464  | 7,40   | 30     | 7             |
|                      | Kōmeitō                    | 2 472 371  | 5,38   | 25     | Nouveau       |
|                      | Parti communiste japonais  | 2 190 564  | 4,76   | 5      | en stagnation |
|                      | Autres                     | 101 244    | 0,22   | 0      | en stagnation |
|                      | Indépendants               | 2 553 989  | 5,55   | 9      | 3             |
|                      |                            |            |        |        |               |
| Inscrits             | Inscrits                   | 62 992 796 | 100,00 | 486    | 19            |
| Votants              | Votants                    | 46 606 040 | 73,99  |        |               |
| Abstention           | Abstention                 | 16 386 756 | 26,01  |        |               |
| Votes blancs et nuls | Votes blancs et nuls       | 609 466    | 0,97   |        |               |
| Votes exprimés       | Votes exprimés             | 45 996 574 | 73,02  |        |               |
| Sources,             |                            |            |        |        |               |